# Pâ
Pâ è un dipartimento del Burkina Faso classificato come comune, situato nella Provincia  di Balé, facente parte della Regione di Boucle du Mouhoun.
Il dipartimento si compone del capoluogo e di altri 7 villaggi: Boro, Didié, Hérédougou, Kopoï, Koupelé, Voho e Yamané.